# Zungenbrecher
Ein Zungenbrecher ist eine bestimmte Wortfolge, deren schnelle, wiederholte Aussprache selbst Muttersprachlern schwerfällt. Oft handelt es sich um ähnliche, aufeinander folgende Wörter, die aber in der Silbenfolge teilweise gleich bleiben und sich teilweise unterscheiden. Auch partielle Alliterationen sind häufig. Einige Zungenbrecher sind allerdings eher aufgrund ihrer ungewöhnlichen Wortzusammenstellung (Satzbau) schwierig und erfordern deshalb eine höhere Konzentration. Zungenbrecher werden einerseits zur Belustigung aufgesagt, dienen aber andererseits auch professionellen Sprechern wie Fernseh- und Rundfunkmoderatoren als Artikulationsübung.

## Beispiele

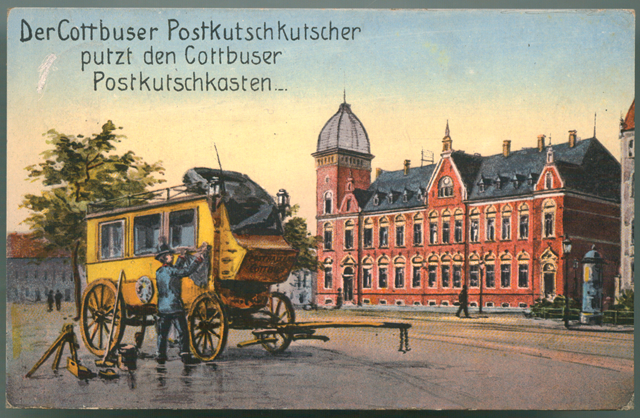
Zungenbrecher auf einer Postkarte

- Blaukraut bleibt Blaukraut und Brautkleid bleibt Brautkleid.
- Fischers Fritz fischt frische Fische, frische Fische fischt Fischers Fritz.
- In Ulm, um Ulm und um Ulm herum.
- Der Whiskeymixer mixt den Whiskey. Den Whiskey mixt der Whiskeymixer.
- Im dichten Fichtendickicht picken die flinken Finken tüchtig.
- Der Cottbuser Postkutschkutscher putzt den Cottbuser Postkutschkasten.
- Der Gockel glotzt die Glucke an, die Glucke glotzt den Gockel an.
- Von Schiffern gestiftete Kirchen-Schiffe hängen im Kirchenschiff der Schifferkirche.
- Der kleine plappernde Kaplan klebt klappbare poppige Pappplakate an die klappernde Kapellwand.
- Zwischen zwei Zwetschgenzweigen sitzen zwei zwitschernde Schwalben.
- Empathische Epidemiologen epilieren epiphanische Epiderme.
- Sechzig tschechische Chemiker checken rechnerisch technische Schemata.
- Der fiese friesische Fliesenleger fliest mit fiesem friesischem Fliesenkleber.
- Wenn Hessen in Essen Essen essen, essen Hessen Essen in Essen.
- Die Katze tritt die Treppe krumm, krumm tritt die Katze die Treppe.
- Kerkermeister Kerkeling kärchert klebrige Körper, klebrige Körper kärchert Kerkermeister Kerkeling.
- Am zehnten Zehnten zehn Uhr zehn zogen zehn zahme Ziegen zehn Zentner Zucker zum Zoo.

Beispiele richtig gesprochen anhörenⓘ

Beispiele mit Fehlern gesprochen anhörenⓘ
Bekannt ist auch die Geschichte von der Beutelratte aus dem Hottentottenland sowie jene von Rhabarber-Barbara.

## Beispiele (Dialekt)
Manche oberdeutsche Dialekte (etwa Bairisch) haben im Laufe ihrer Entwicklung durch Verlust unbetonter Vokale verschiedentlich Konsonantenhäufungen hervorgebracht, die sich gut zur Bildung von Zungenbrechern eignen. Hier einige Beispiele aus dem Schweizerdeutschen:
- De Paapscht hät z Schpiez s Schpäckschpickpschteck z schpaat pschtellt. („Der Papst hat in Spiez das Speck-Spick-Besteck zu spät bestellt.“)
- Schträäzt’s z Züri? („Regnet es in Zürich?“ – viermal [ts] in Folge.)
- S choge cheibe Chuchichäschtli chlämmt. („Der blöde Küchenschrank klemmt.“)
- Gang gäng gredi gäge Gümlige go gugge, g’ob Göde Gödels Geranium gäng no gäge Gümlige gugge. („Geh immer direkt nach Gümligen und schau, ob Göde Gödels Geranien immer noch nach Gümligen schauen.“)
- Z Schwyz am Ziit schiind d Sunne, und schiind si nid z Schwyz, so schiind si z Brunne. („In Schwyz scheint die Sonne an die Kirchenuhr, und scheint sie nicht in Schwyz, so scheint sie in Brunnen.“)
- Dür drü düri lähri Röhrli lehrä d Lüüt rächte redä. („Durch drei dürre leere Strohhalme lernen die Leute richtig zu sprechen.“)

Zudem:
- Schelle Se net an sellerer Schell, selle Schell schellt net, schelle Se an sellerer Schell, selle Schell schellt. (Dialektspruch aus dem Badischen, Schwäbischen und Sankt Gallischen)
- A Mammaladeamerle hamma a daham. („Ein Marmeladeneimerchen haben wir auch daheim.“) Dieser Zungenbrecher aus dem Süddeutschen sollte möglichst schnell gesprochen werden; er hört sich dann leicht „Arabisch“ an.
- D’r Babschd hot’s Schbätzle-Bschdeck z’schbäd b’schdelld. (Schwäbische Version der Schweizerdeutschen Variante, variiert mit einer landestypischen Speise.)